# Santa Catalina de Somoza

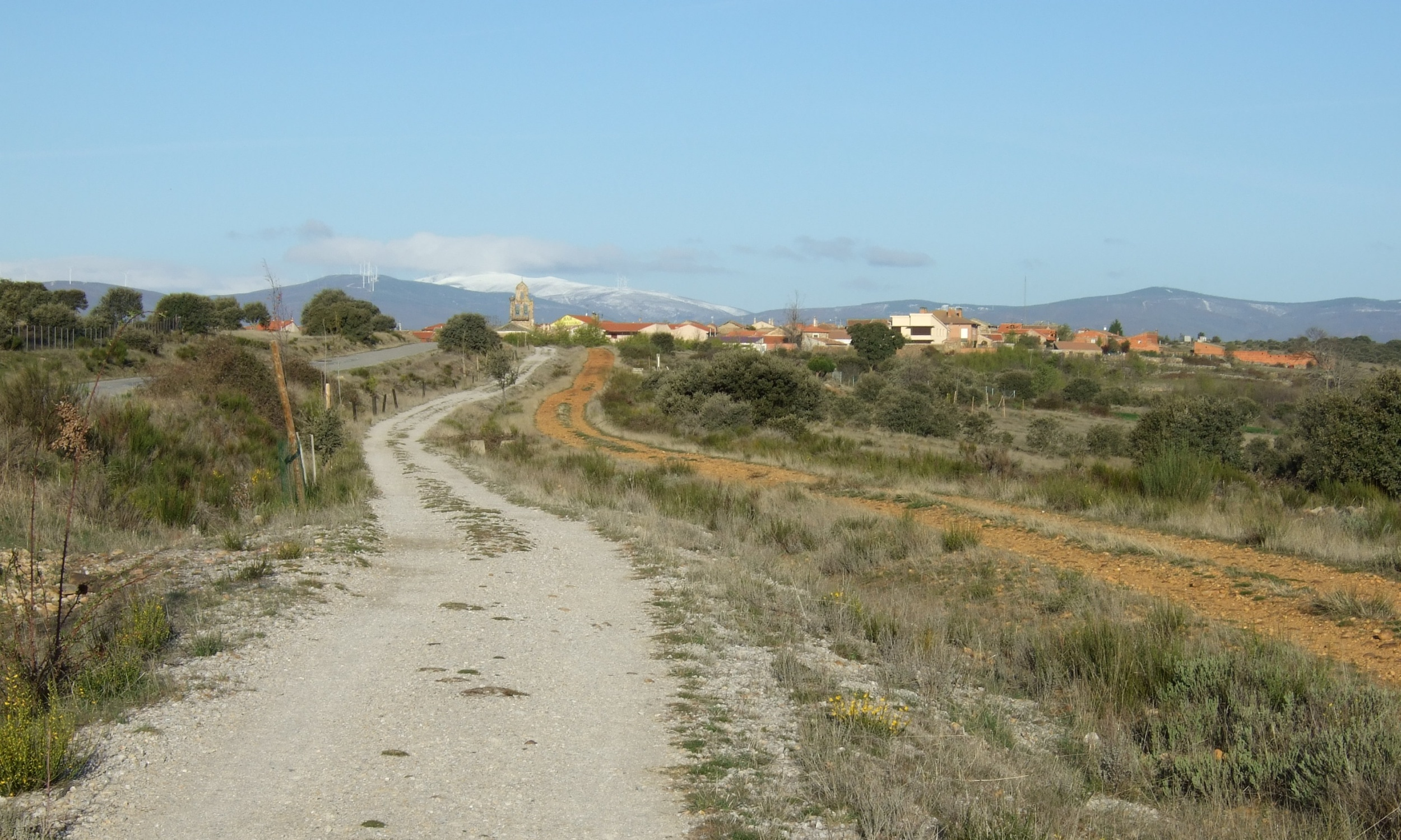
Auf dem Weg nach Santa Catalina de Somoza

Santa Catalina de Somoza ist ein kleiner Ort am Jakobsweg in der Provinz León der Autonomen Gemeinschaft Kastilien-León, administrativ ist er von Astorga abhängig.
Der Ortsname bezieht sich einerseits auf die heilige Katharina, andererseits auf die geografische Lage: aus sub montia (unterhalb des Berges, hier des Monte Irago) schliff sich Somoza ab, die frühere Bezeichnung der Maragatería.
Als Schutzpatron des Ortes wird der heilige San Blas verehrt, dessen Reliquie in der Pfarrkirche aufbewahrt wird, die der Jungfrau von Las Candelas und San Blas geweiht ist. Sein Gedenktag am 3. Februar wird mit einer Prozession gefeiert, in der Kastagnetten nur von Männern gespielt werden.